# نقد اجتماعي
النقد الاجتماعي يحلل التركيبات الاجتماعية التي ينظر إليها على أنها معيبة، ويهدف إلى إيجاد حلول عملية لتدابير محددة، وإصلاح جذري أو حتى تغيير ثوري.
يمكن لنقطة انطلاق النقد الاجتماعي أن تكون مختلفة جدا ونظريات سياسية معينة لم يكن لديها احتكار على ذلك. يمكن أن تكون نقطة الانطلاق من تجربة أقلية داخل المجتمع عموما، أو حتى من تجربة مجموعة من الناس داخل الحركة الاجتماعية التقدمية التي لا ترقى إلى جدول أعمالها تدريجيا في كل الاحترام.

## الأشكال الأكاديمية
النزاع الإيجابي بين مذهب العقلانية الحاسم (مثل كارل بوبر) ومدرسة فرانكفورت مثال على ما إذا كانت المشكلة الرئيسية للبحث في العلوم الاجتماعية ينبغي أن يسعى أن يكون "محايدة "أو" الموضوعية "أو تبني وجهة نظر حزبية واعية بالضرورة.
أعمال النقد الاجتماعي تنتمي إلى الفلسفة الاجتماعية، الاقتصاد السياسي، علم الاجتماع، علم النفس الاجتماعي، التحليل النفسي بل أيضا دراسات ثقافية وغيرها من التخصصات أو رفض الأشكال الأكاديمي الحوار.

## في الأدب والموسيقى
يمكن التعبير عن النقد الاجتماعي في شكل روائي ،مثلا، في رواية ثورية مثل العقب الحديدية من قبل جاك لندن أو في روايات عالم الواقع المرير ديستوبيا مثل رواية ألدوس هكسلي  عالم جديد شجاع (1932) أو رواية جورج أورويل 1984 (رواية) (1949) أو رواية راي برادبري فهرنهايت 451 (1953)، وكتب الأطفال أو الأفلام.
الأدب الخيالي يمكن يكون له تأثير اجتماعي كبير. "على سبيل المثال، رواية 1852  كوخ العم توم، التي كتبها هيريت ستاو عززت حركة التحرير من العبودية في الولايات المتحدة، ورواية راموناعام 1885، بواسطة هيلين هانت جاكسون، أحدثت تغييرات في القوانين المتعلقة بالهنود الحمر، وبالمثل، رواية ابتون سينكلير عام 1906 الغابة ساعدت على خلق قوانين جديدة تتعلق بالصحة العامة ومعالجة المواد الغذائية، ورواية  آرثر موريسون عام 1896 طفل من ياغو تسبب في جعل انكاترا تغير قوانين الإسكان.
جورج أورويل وتشارلز ديكنز كتبوا مزرعة الحيوان وقصة مدينتين، على التوالي، للتعبير عن خيبة أملهم مع المجتمع والطبيعة البشرية. مزرعة الحيوان، كتبت في عام 1944، هو الكتاب الذي يروي حكاية مزرعة الحيوانات في مزرعة الحيوانات الذين تمردوا ضد أسيادهم البشر. انها مثال على النقد الاجتماعي في الأدب الذي هجا أورويل الأحداث في روسيا بعد الثورة البلشفية. انه يمثل الحيوانات، ويشير كل واحد على نظيره في التاريخ الروسي. قصة مدينتين يجسد أيضا هذا النوع من الأدب. إلى جانب الموضوع الرئيسي للحب، هو موضوع آخر سائد، هو أن الثورة سارت بشكل سيئ. وهو يبين لنا أنه، للأسف ،الطبيعة البشرية تدفعنا إلى الانتقام، وبالنسبة لبعض منا، المبالغين في الطموح. كلا من هذان الكتابان متماثلان في أن كلاهما يصفان كيف، حتى مع أفضل النوايا، طموحاتنا تحصل على أفضل ما فينا. كلا المؤلفين أيضا أن يثبت أن العنف والمكيافيلية موقف. "الغايات تبرر الوسيلة" تبعث على الأسى يعبرون عن خيبة الأمل أيضا مؤلفيها من حالة تطور الطبيعة البشرية.
و كأنهم قائلين أنه حتى عندما نبدأ مع النوايا الشريفة، سيكون هناك بعض منا الذين سيسمح للغرائز الأساسية تولي السيطرة. أورويل، في مزرعة الحيوانات يصور هذا النوع عن طريق السخرية من أحداث حقيقية في التاريخ. بالنظر إلى الظروف المناسبة، هذه الأحداث يمكن أن تحدث في أي مكان—حين يصبح القائد بالغ الطموح، إلى درجة إيذاء شعبه لمزيد من السلطة. في قصة مدينتين، ديكنز يدرس النفس الداخلية، وأسهم معنا كيف يُدْفَع الناس إلى وادي المشاعر الإنسانية، حيث عهد اليأس والغضب، وما يمكن أن يحدث بعد ذلك إذا تركنا هذه المشاعر تنمو داخلنا. كل إنسان قادر على أن يصبح قاسي، وانتهازي مثل نابليون، إذا وضع في المكان المناسب، في الوقت المناسب.
التعبيرات الموسيقية من النقد الاجتماعي تكثر جدا في بانك والراب الموسيقى، ومن الأمثلة على ذلك "بريندا انها حصلت طفل" من قبل توباك، على التوالي. موسيقى الميتال نطق مثل ميتاليكا وميغاديث أيضا استخدام النقد الاجتماعي على نطاق واسع، ولا سيما في أعمالهم السابقة.

## الأعمال الكلاسيكية
- توماس جيفرسون :  عرض موجز لحقوق أمريكا البريطانية (1774)
- عمانوئيل كانط : " على السؤال، ما هو التنوير? " (1784)
- ماري ولستونكرافت، ودفاعا عن حقوق المرأة، (1792)
- تشارلز ديكنز، قصة مدينتين، (1859)
- كارل ماركس، البيان الشيوعي (1848)
- ميخائيل باكونين بمذهب ، والفوضى (1873)
- والتر بنيامين : نقد العنف (1921)
- جورج لوكاتش : التاريخ والوعي الطبقي (1923)
- ولاية فرجينيا وولف : ألف غرفة بملكها (1929)
- سيغموند فرويد : الحضارة وسخط منه (1930)
- ألف جيه كرونين : ونجوم تطل (1935)
- ألف جيه كرونين :  قلعة (1937)
- هنري ميلر : كابوس مكيفة الهواء (1945)
- ماكس هوركهايمر/ تيودور أدورنو جورج : جدلية التنوير (1947)
- سيمون دي بوفوار : إن الجنس الثاني (1949)
- إيميه سيزير، الحديث عن الاستعمار (1950)
- فرانتز فانون : المعذبون في الأرض (1961)
- جين جاكوبس : الموت والحياة في المدن الاميركية الكبرى (1961)
- راشيل كارسون : الربيع الصامت (1962)
- هربرت ماركوزه : الإنسان ذو البعد الواحد (1964)
- هاري برافرمان : العمل ورأس المال الاحتكار : تدهور العمل في القرن الحادي والعشرين (1974)
- ميشال فوكو : الانضباط والمعاقبة عليه (1975)
- هوارد زن : التاريخ والعادات الشعبية والولايات المتحدة (1980)

<--! كل أعمال تشارلز ديكنز والعديد من كتابات بيير بورديو -->

## الكتاب المعاصرون
- جوديث بتلر، الجنس مشكلة (1989)
- جيانينا، "يو يو بوينغ"! (1998)
- نعوم تشومسكي : الموافقة التصنيع (1988)، الربح على الناس (2000)
- سيمون رئيس :  الاقتصاد الجديد لا يرحم. العمل والسلطة في العصر الرقمي ، مطبعة UP 2005
- جلبرت، التاريخ التنمية : من أصول الإيمان الغربية العالمية، طبعة موسعة، لندن : زد بوكس، 2003
- امبرت، تقاليد التراحم، ومن واجب ديني على النشاط السياسي والاجتماعي، بالغريف ماكميلان، 2005